# Кашіна (будівля)

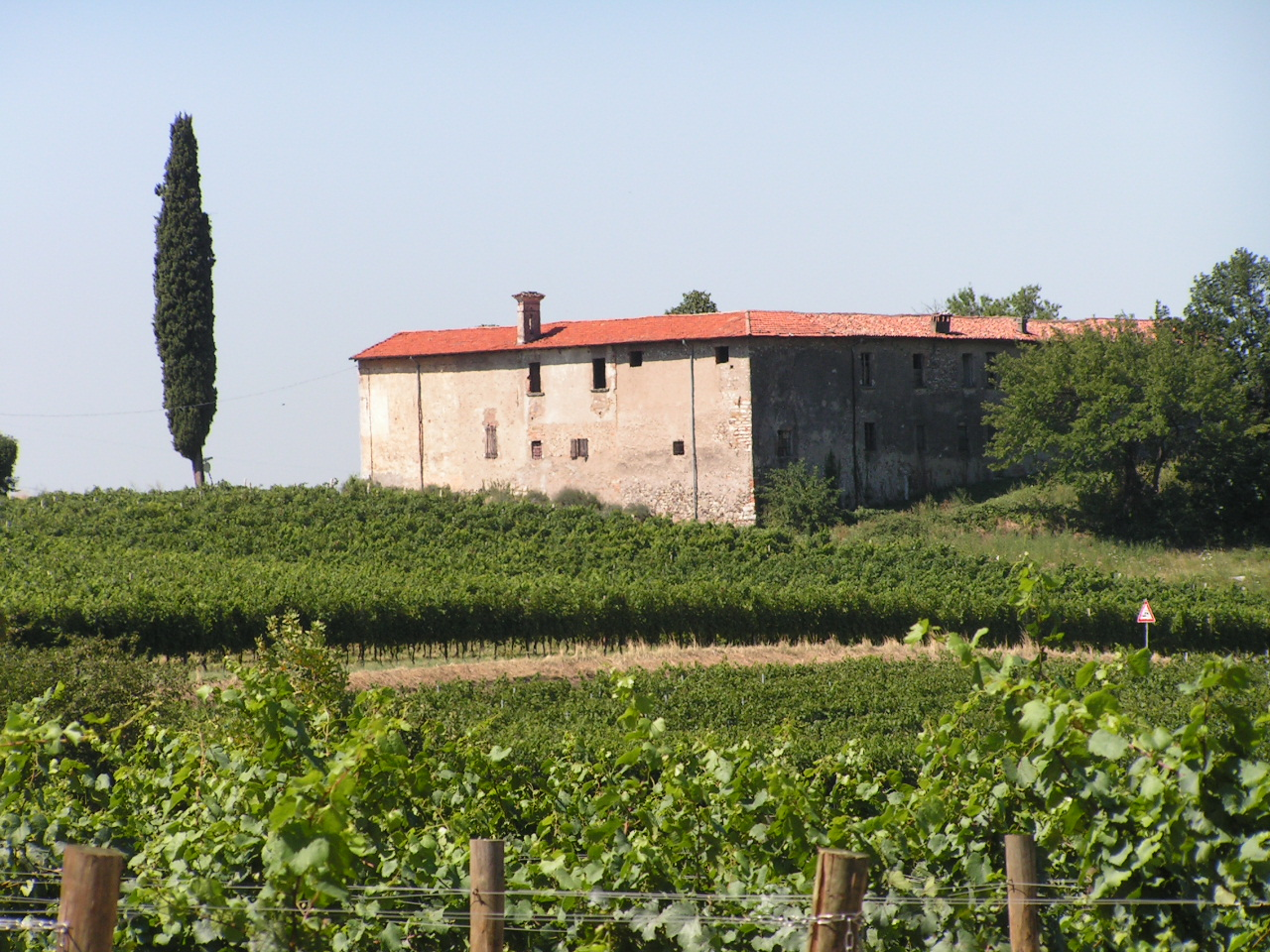
Кашіна Сан Карло в Провальйо-д'Ізео, провінція Брешіа, Ломбардія

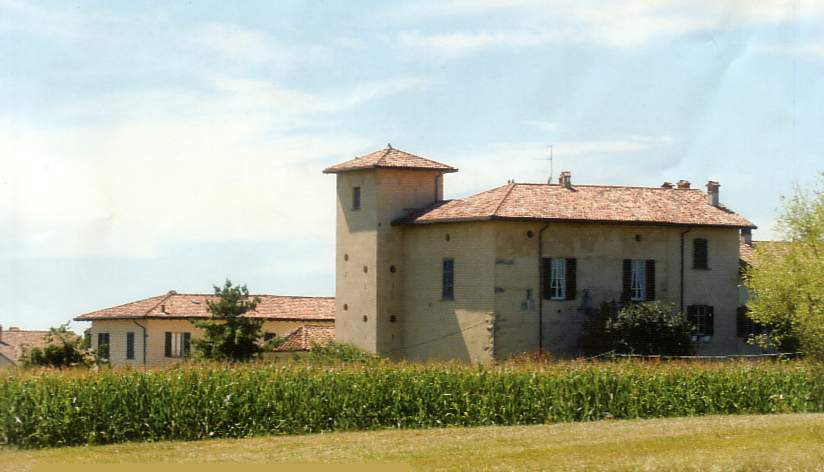
Cascina Rancate по вул. Cascina Rancate в Casatenovo (LC)

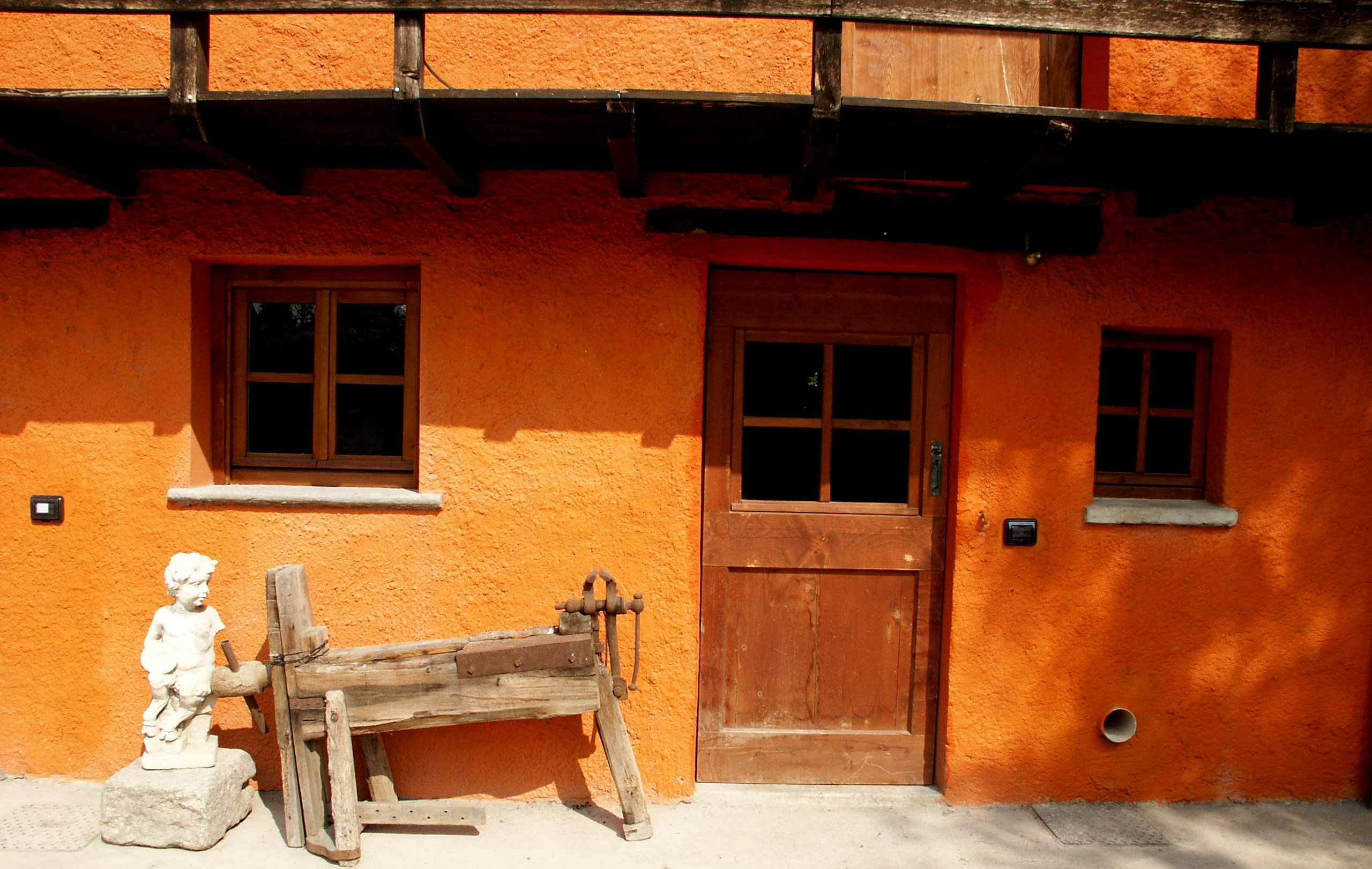
Cascina Lodovica в Oreno di Vimercate

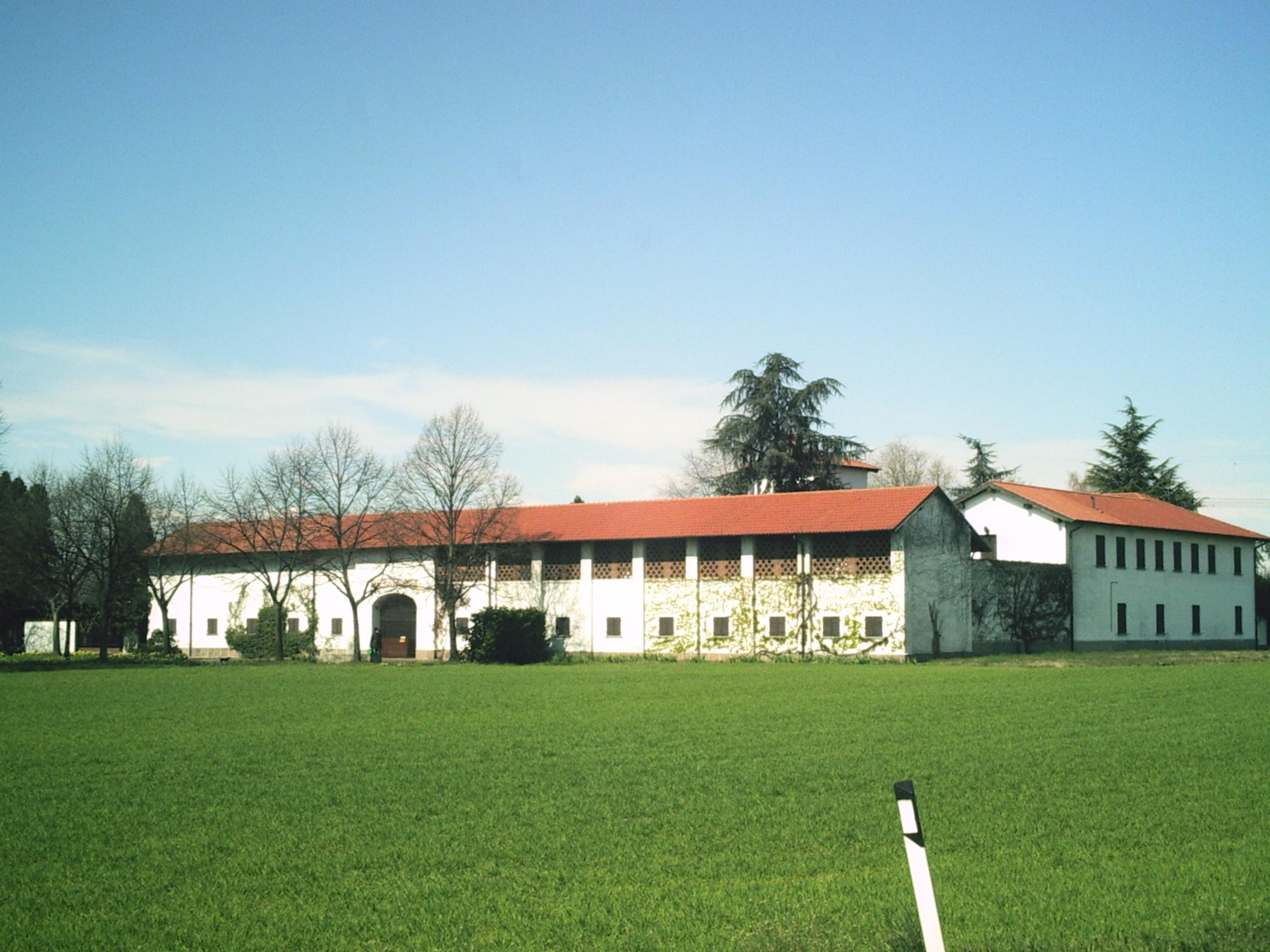
Cascina Frisasca на кордоні між Arluno і Parabiago в Parco del Roccolo

Кашіна (з іт. "cascina a corte" або просто "cascina") — типова агрооселя в Італії, характерна для Паданської низовини в Ломбардії, часткова зустрічається в П'ємонті та Емілії-Романії.

## Типологія
Відповідно до розташування будівель відносно внутрішнього двору виділяють чотири типи кашін:
- кашіна на кілька дворів — комплекс будівель прямокутної форми з 2-3 дворами,
- кашіна із закритим двором - комплекс будівель прямокутної форми з двором всередині,
- кашіна із відкритим двором - комплекс будівель прямокутної форми з двором всередині і одною відкритою стороною,
- кашіна без двору - комплекс прибудов чи окремих будівель,
- єдина будівля.

## Загальна інформація
Зазвичай під терміном "кашіна" мали на увазі велике фермерське господарство з ділянкою в 40-50 га, подекуди - до 100 га. Зазвичай в Alta Pianura Asciutta (вищій, сухішій частині Паданської низовини) кашіни наполовину менші, ніж в Bassa Pianura Irrigua (нижчій, зрошуваній).
У кашіні зібрані в єдину структуру стайні, стодоли, силосні резервуари, комори з зерном, маслоробня, сироварня, молочарня, колодязі — фонтани, пекарні, склади, млини та житло селян. Кашіни розкидані по сільській місцевості, за декілька кілометрів від населених пунктів і одне від одного. Великі кашіни могли містити 2-3 внутр. двори, остерію, невеличку церкву і навіть школу. Найбільш ізольовані господарства, як правило, мали характер міні-фортеці : міцні мури, рови по периметру, підйомні мости і вежі. Кашіни з двором ще називають ломбардськими. Назва окремої кашіни походить від прізвища засновника-власника або від назви каплиці, церкви чи монастиря, що знаходились поруч або безпосередньо при кашіні.
Кашіни підпорядковуються комуні, на території якої знаходяться. Зазвичай на 1 комуну припадало 4-5 кашін, а в більш сільських районах - і по 10-15 кашін. Деякі частини комун (фрацьйоні) повністю складалися з кашін (8-10). До XIX ст. передмістя Мілану складалося з десятків таких господарств (близько 100).

## Історія
Предтечею кашіни були римська сільська вілла і середньовічні цистерціанські зерносховища. В XIII ст. з'являються перші прототипи кашін - т. зв. cassine. Максимальний розвиток цієї форми сільськогосподарської організації відбувся в період 1700 - 1800 рр., тому що структура кашини якнайкраще підходила для раціоналізації виробництва с/г. продукції. Сьогодні найстаріші кашіни, що збереглися, відносяться до 1400-1600 років.
Коли сільськогосподарські землі були експропрійовані Церквою, численні монастирі були перетворені у кашіни (в провінції Мілан є багато прикладів цього явища - Mirasole, Monluè, Selvanesco.)
З 1900 року кашіни починають занепадати. Це було пов'язано із масовим виїздом людей до міста, закономірним потягом до комфорту і безпеки.
Сьогодні багато з них залишаються покинуті; деякі в результаті урбанізації були перетворені на парафіяльні будинки, школи, міські будівлі, рядні будинки (villette a schiera), ресторани та готелі. Часто (залежно від розміру) кашіни мають свій роздрібний магазин, де продають власну продукцію безпосереднім споживачам. На поч. 2008 р. в провінції Мілану і Лоді була 101 кашіна з такими магазинами і 43 кашіни (лише в провінції Мілану) з автоматом self-service по продажу щойно надоєного молока. Зараз багато кашін трансформуються в агрооселі (агротуризм).

## Внутрішня організація кашіни
Як правило, в кашіні проживало 5-6 сімей (Alta Pianura Asciutta), а в  Bassa Pianura Irrigua - і до 10-20 сімей (понад 100 осіб).
Власник кашіни майже завжди передавав управління нею Fittavolo - найманому для цього працівнику. Останній протягом усього терміну контракту зобов'язувався керувати кашіною, наче власною; отримував удвічі більшу зарплату. Сім'ї таких керуючих жили в окремих будинках, в найкращих умовах, ніж звичайні працівники кашіни.
З огляду на спеціалізацію селян в кашіні розрізняли:
- Campari: відповідальні за функціонування зрошувальних каналів.
- Bergamini: дбали про поголів'я худоби, доїння.
- Casari: робили сир.
- Contadini: різноробочі селяни, але в першу чергу - різання сіна для худоби.
- Bifolchi або Cavallanti: боронували і орали поле за допомогою тварин. Перші використовували для цього пару волів, а другі - коней. В їх обов'язки входив також догляд за відповідними тваринами.
- Campagnoni: дбали про водні ресурси.

На додаток до цих категорій були й такі : famigli, manzolai, stallieri, fatutto, mietitori.
В найбільших кашінах були також і ремісники різних видів (коваль, лимар, тесляр, муляр).

## Агроконтракти
Fittavoli (керівники кашін) мали контракт на 9-12 років.
Постійні працівники мали однорічний контракт.
Типи контрактів в кашіні:
- masseria (згідно з таким контрактом 1/2 чи 1/3 урожаю селяни віддавали власнику кашіни)
- фіксована заробітна плата
- поденна оплата.

## Цікаве
- фільм L'albero degli zoccoli (реж. Ermanno Olmi) розповідає про будні ломбардської кашіни
- у фільмі Novecento (реж. Bernardo Bertolucci) зображене життя селян в кашіні Емілії
- міланські аеропорти Талієдо, Мальпенса та Лінате були побудовані на території екс-кашін